# الوارو دل مورال
الوارو دل مورال (انگلیسی: Álvaro del Moral؛ زادهٔ ۹ مهٔ ۱۹۸۴) بازیکن فوتبال اهل اسپانیا است.
از باشگاه‌هایی که در آن بازی کرده‌است می‌توان به باشگاه فوتبال فرست وینا، باشگاه فوتبال لوانته، و باشگاه فوتبال اتلتیکو مادرید بی اشاره کرد.